# Матуш Ружинський
Матуш Ружинський (словац. Matúš Ružinský, 15 січня 1992, Банська Бистриця) — словацький футболіст, воротар «Слована» (Братислава).

## Клубна кар'єра

### «Кошице»
Розпочав займатись футболом у «Дуклі» (Банська Бистриця) зі свого рідного міста, а у віці 16 років перейшов до молодіжної команди «Кошице».
Перед весняною частиною сезону 2012/13 він був включений до заявки першої команди і 13 квітня 2013 року дебютував на дорослому рівні у футболці «Кошице» в поєдинку з командою «Тренчин» (0:0), провівши на полі весь матч і таким чином відстояв гру на «нуль». У сезоні 2014/15 команда фінішувала на шостому місці в таблиці, але через фінансові проблеми була переведена до Другої ліги. Навесні 2017 року з «Кошице» повернувся до першої ліги, в якій, однак, не грав через розформування клубу. Загалом у складі «Кошице» за п'ять сезонів Матуш взяв участь у 42 матчах чемпіонату.

### «Середь»
Перед сезоном 2017/18 Ружинський у статусі вільного агента перейшов до команди «Середь». 13 серпня 2017 року в матчі Другої ліги він дебютував за нову команду, коли провів весь матч проти «Славоя» (Требішов) і допоміг команді здобути перемогу з рахунком 1:0. Навесні 2018 року отримав прізвисько «Містер Нуль», коли не пропустив гол у перших десяти матчах і таким чином залишався без пропущених голів протягом 937 хвилин. Крім того, в цьому сезоні «Середь» виграла Другу лігу і вперше в історії вийшла до вищого дивізіону, а Матуш відстояв на «нуль» у 12 матчах чемпіонату з 19, у яких брав участь.

### «Слован»
У червні 2018 року підписав трирічний контракт зі «Слованом» (Братислава), де став запасним воротарем, здебільшого виступаючи за резервну команду. Не зігравши жодної гри за основу, у лютому 2019 року на півроку перейшов до команди «Шаморін» з другої ліги. Зігравши за команди в 11 іграх чемпіонату, він допоміг клубу зберегти прописку у другому дивізіоні, після чого влітку 2019 року повернувся до братиславського «Слована».
У сезоні 2019/20 Ружинський виграв зі столичною командою чемпіонат і Кубок Словаччини, але не зіграв жодного матчу в обох змаганнях. Тим не менш на початку 2021 року він уклав новий контакт з клубом до кінця сезону 2022/23.
У «Словані» Ружинський дебютував лише після більш ніж двох з половиною років, проведених у цьому клубі. Це сталося 3 квітня 2021 року в 25-му турі чемпіонату в поєдинку з ВіОном (4:1). За тиждень він зіграв свій другий і останній у тому сезоні матч з командою ДАК 1904 (2:2) і знову здобув з командою золоті нагороди чемпіонату. Зігравши того ж сезону ще й удвох кубкових матчах, Матуш допоміг клубу здобути і цей трофей, що дозволило «Словану» захистити «золотий дубль» вперше в своїй історії.
У сезоні 2021/22 Ружинський зіграв у одній грі чемпіонату у допоміг своєму клубу здобути четвертий титул поспіль, завдяки чому «Слован» став першим в історії словацького футболу клубом, який зумів показати такий результат.

## Досягнення
- Чемпіон Словаччини: 2019/20, 2020/21, 2021/22
- Володар Кубка Словаччини: 2019/20, 2020/21